# Boubacar Sanogo
Boubacar Sanogo (* 17. Dezember 1982 in Dimbokro) ist ein ehemaliger ivorischer Fußballspieler und heutiger Fußballtrainer. Während seiner aktiven Laufbahn spielte er unter anderem in der deutschen Bundesliga für den Hamburger SV, für den SV Werder Bremen und leihweise für die TSG 1899 Hoffenheim sowie in der französischen Ligue 1 für die AS Saint-Étienne. Seine Karriere ließ Sanogo von 2017 bis 2018 in der deutschen Regionalliga für die VSG Altglienicke ausklingen. Der ehemalige ivorische Nationalspieler – 21 Länderspiele und acht Tore – ist seit Oktober 2019 als Individualtrainer im Nachwuchs des 1. FC Union Berlin tätig.

## Karriere

### Vereine
Der Stürmer spielte zunächst in seinem Heimatland beim Siroco FC San Pedro, ehe ihn sein Weg erst 1999 zu Espérance Tunis in Tunesien und 2002 in die Vereinigten Arabischen Emirate führte. Er spielte dort bis 2005 bei Al Ain Club aus Abu Dhabi, mit dem er 2003 die AFC Champions League gewann. Dort erzielte er zudem in 54 Ligaspielen 43 Tore.
Zur Saison 2005/06 verpflichtete ihn der 1. FC Kaiserslautern, wo er einen Vertrag bis 2009 unterschrieb. Sanogo erzielte gleich in seinem ersten Bundesliga-Spiel gegen den MSV Duisburg ein Tor und entwickelte sich zu einem der wichtigsten Spieler für die Pfälzer. In Kaiserslautern war er Publikumsliebling und erhielt die Spitznamen „Bobbycar“ und „Bouba“. Im Februar 2006 wurde er zum Fußballer des Monats gewählt.
Zur Saison 2006/07 wechselte er für eine Ablösesumme von geschätzten 3,8 Millionen Euro zum Hamburger SV, für den er gleich in seinem ersten Pflichtspiel, im Ligapokal gegen Werder Bremen, ein Tor erzielte. Auch in seinem ersten Bundesliga-, DFB-Pokal- und Champions-League-Spiel erzielte Sanogo jeweils ein Tor für den HSV. Der Rest der Saison verlief enttäuschend.
Zur Saison 2007/08 wechselte Sanogo als Nachfolger des zum FC Bayern München gewechselten Miroslav Klose zu Werder Bremen. Er unterschrieb dort einen Vertrag bis 2011. Auch hier konnte er in seinem ersten Pflichtspieleinsatz (wie beim 1. FC Kaiserslautern und Hamburger SV) ein Tor erzielen: Er traf beim knappen 1:0-Sieg in der 1. Runde des DFB-Pokals 2007/08 gegen Eintracht Braunschweig. In seiner ersten Saison bei Werder kam er auf neun Liga-Treffer, hinzu kamen vier Champions-League-Tore (eines davon in der Qualifikation).
In der Winterpause der Saison 2008/09, nachdem er bei Bremen nur noch Ersatz war, wurde Sanogo bis zum Saisonende an die TSG 1899 Hoffenheim ausgeliehen. In seinem ersten Pflichtspieleinsatz gegen Energie Cottbus konnte er wieder sofort treffen, weitere Liga-Tore gelangen ihm dort allerdings nicht mehr. Eine vereinbarte Kaufoption auf Sanogo wurde nicht gezogen, sodass der Stürmer nach einem halben Jahr wieder nach Bremen zurückkehrte. Dort gab es Überlegungen, ihn erneut zu verleihen oder zu verkaufen. Es fand sich allerdings nicht sofort ein Interessent, so dass Sanogo am 2. August 2009 in der ersten Runde des DFB-Pokals in der Startelf der Bremer auflief; er erzielte zwei Treffer.
Am 20. August 2009 wechselte Sanogo zur AS Saint-Étienne. Seit Anfang 2012 war der Ivorer vereinslos, nachdem sein Vertrag bei AS St. Étienne aufgelöst worden war.
In der Sommerpause 2012 unterschrieb Boubacar Sanogo bei Energie Cottbus einen Vertrag bis zum 30. Juni 2014. In seinem ersten Pflichtspiel für Cottbus erzielte Sanogo beim 2:2 beim FC Ingolstadt 04 zwei Tore. Auch in den folgenden Spielen traf Sanogo regelmäßig und wurde schließlich mit 15 Saisontoren zum fünftbesten Zweitliga-Torjäger 2012/13 und zum Schlüsselspieler für Cottbus. Nach dem sportlichen Abstieg mit Cottbus in der Saison 2013/2014 erhielt Sanogo keinen neuen Vertrag beim FC Energie.
Seit dem 1. Juli 2014 spielt Sanogo für Dibba al-Fujairah Club in den Vereinigten Arabischen Emiraten. Dort stand er bis August 2015 unter Vertrag, ehe er zu Northeast United in die indische Super League wechselte, von wo aus er im Januar 2016 zu Al-Urooba zurück in die Emirate wechselte.
Im Frühjahr 2017 verpflichtete der in Pamekasan auf Madura beheimatete indonesische Erstligist Madura United F.C. den zu diesem Zeitpunkt vereinslosen Sanogo.
Im Oktober 2017 kehrte Sanogo nach Deutschland zurück und schloss sich dem Berliner Regionalligisten VSG Altglienicke an. Nach 15 Einsätzen und einem Tor beendete er nach Ablauf der Saison 2017/18 seine aktive fußballerische Laufbahn.

### Nationalmannschaft
Im Herbst 2006 wurde er erstmals für die ivorische Nationalmannschaft nominiert. Er hatte dort mit starker Konkurrenz wie Didier Drogba, Salomon Kalou oder Abdul Kader Keïta zu kämpfen. Bei der Afrikameisterschaft 2008 erreichte er mit seinem Team das Spiel um den dritten Platz und erzielte dort zwei Tore.

## Trainerkarriere
Im Oktober 2019 erhielt Boubacar Sanogo beim 1. FC Union Berlin eine Anstellung als Individualtrainer im Nachwuchsbereich, wo auch sein Sohn spielt. Zur Saison 2020/2021 übernahm er als Mannschaftstrainer die zweite B-Jugend (U16) des Bundesligisten, die in der B-Junioren-Regionalliga Nordost antritt.

## Erfolge
- AFC Champions League: 2003 mit Al Ain Club
- Tunesischer Meister: 2001, 2002 mit Espérance Tunis
- Meister 2004 und VAE-Cup-Sieger mit Al Ain Club 2005
- Deutscher Vizemeister: 2007/08 mit dem SV Werder Bremen
- 4. Platz bei der Fußball-Afrikameisterschaft 2008